# Ian Rankin
Ian Rankin (ur. 28 kwietnia 1960 w Cardenden w Fife) – szkocki pisarz, jeden z najbardziej poczytnych autorów opowieści kryminalnych w Wielkiej Brytanii, znany również na świecie. Jeden z głównych przedstawicieli nurtu tartan noir.

## Zarys biografii
Zanim został pisarzem pracował jako zbieracz winogron, świniopas, poborca podatkowy, kiper, dziennikarz piszący o sprzęcie hi-fi i muzyk punkowy. Po ukończeniu Uniwersytetu Edynburskiego wyjechał na cztery lata do Londynu, a następnie na sześć lat do Francji.
Obecnie mieszka w Edynburgu razem ze swoją żoną Mirandą i dwoma synami, Jackiem i Kitem.

## Kariera pisarska
Zadebiutował powieścią Ciemne wody (The Flood), a rok później ukazała się pierwsza powieść z inspektorem Rebusem zatytułowana Supełki i krzyżyki. Jego książki zostały przetłumaczone na 22 języki.
Akcja powieści z inspektorem Johnem Rebusem toczy się przeważnie w Edynburgu. Cztery z nich zostały zekranizowane (John Hannah jako John Rebus). W 2006 w rolę Rebusa wcielił się Ken Stott, który przez wielu jest uważany za idealnego odtwórcę tej roli.

## Twórczość
- Cykl o Johnie Rebusie – cykl powieściowy, którego bohaterem jest detektyw policji edynburskiej
  - Supełki i krzyżyki (Knots and Crosses, 1987)
  - Mętna woda (Hide and Seek, 1991)
  - Kieł i pazur (Tooth and Nail,1992 – pierwsza publikacja pt. Wolfman)
  - Zagrajmy w butelkę (Strip Jack, 1992)
  - Czarna księga (The Black Book, 1993)
  - Miecz i tarcza (Mortal Causes, 1994)
  - Let it Bleed (1996)
  - Black and Blue (Black and Blue, 1997)
  - Wiszący ogród (The Hanging Garden, 1998)
  - Martwe dusze (Dead Souls, 1999)
  - Z głębi mroku (Set in Darkness, 2000)
  - Kaskady (The Falls, 2001)
  - Odrodzeni (Resurrection Men, 2002)
  - Próba krwi (A Question of Blood, 2003)
  - Zaułek szkieletów (Fleshmarket Close, 2004)
  - Memento Mori (The Naming of the Dead, 2006)
  - Pożegnalny Blues (Exit Music, 2007)
  - Stojąc w cudzym grobie (Standing in Another Man's Grave, 2012) – bohaterem książki jest również Malcolm Fox
  - Święci Biblii Cienia (Saints of the Shadow Bible, 2013) – bohaterem książki jest również Malcolm Fox
  - Nawet zdziczałe psy (Even Dogs in the Wild, 2015) – bohaterem książki jest również Malcolm Fox
  - Wszyscy diabli (Rather Be the Devil, 2016) – bohaterem książki jest również Malcolm Fox
  - Long Shadows (2016) – sztuka teatralna, której bohaterem jest John Rebus
  - W domu kłamstw (In a House of Lies, 2018) – bohaterem książki jest również Malcolm Fox
  - Pieśń na mroczne czasy (A Song for the Dark Times, 2020) – bohaterem książki jest również Malcolm Fox
  - A Heart Full of Headstones (2022)

- Cykl o Malcolmie Foksie – cykl powieściowy, którego bohaterem jest oficer wydziału wewnętrznego
  - Sprawy wewnętrzne (The Complaints, 2009)
  - Na krawędzi ciemności (The Impossible Dead, 2011)
  - Stojąc w cudzym grobie (Standing in Another Man's Grave, 2012) – głównym bohaterem książki jest John Rebus
  - Święci Biblii Cienia (Saints of the Shadow Bible, 2013) – głównym bohaterem książki jest John Rebus
  - Nawet zdziczałe psy (Even Dogs in the Wild, 2015) – głównym bohaterem książki jest John Rebus
  - Wszyscy diabli (Rather Be the Devil,2016) – bohaterem książki jest również John Rebus
  - W domu kłamstw (In a House of Lies, 2018) – bohaterem książki jest również John Rebus
  - Pieśń na mroczne czasy (A Song for the Dark Times, 2020) – bohaterem książki jest również John Rebus

- Zbiory powieści o Rebusie
  - Rebus – The Early Years (Knots and Crosses, Hide and Seek, Tooth and Nail)
  - Rebus – The St. Leonards Years (Strip Jack, The Black Book, Mortal Causes)
  - Rebus – The Lost Years (Let it Bleed, Black and Blue, The Hanging Garden)
  - Rebus – Capital Crimes (Dead Souls, Set in Darkness, The Falls)

- Inne książki
  - Ciemne wody (The Flood, 1986 wydana ponownie z nowym wstępem w 2005)
  - Death is not the End (1998)
  - A Good Hanging and Other Stories (1992) (opowiadania)
  - Beggars Banquet (2002) – opowiadania (m.in. o Rebusie oraz Death is not the End)
  - Obserwator (Watchman, 1988, wydany ponownie z nowym wstępem w 2004)
  - Rebus's Scotland: A Personal Journey (2005)
  - Otwarte drzwi (Doors Open, 2008)

- Jako Jack Harvey
  - Kryptonim „Wiedźma” (Witch Hunt, 1993)
  - Rozdarte serca (Bleeding Hearts, 1994)
  - Żądza krwi (Blood Hunt, 1995)

- Nagrania
  - Jackie Leven Said (Cooking Vinyl, 2005) z Jackie Leven

## Nagrody
- został wybrany na członka Towarzystwa Hawthorna oraz otrzymał Chandler-Fulbright Award
- jest dwukrotnym zdobywcą nagrody Złotego Sztyletu przyznawanej przez Stowarzyszenie Pisarzy Literatury Kryminalnej za krótkie opowiadanie
- w 1997 jego powieść Black & Blue otrzymała Złoty Sztylet Macallana oraz była nominowana do prestiżowej Nagrody im. Edgara Allana Poe jako powieść roku
- w 1999 powieść Martwe Dusze została nominowana do Złotego Sztyletu
- w 2004 powieść Odrodzeni została uhonorowana Nagrodą im. Edgara Allana Poego
- w 2005 otrzymał Diamentowy Sztylet za całokształt twórczości, a jego powieść Zaułek szkieletów otrzymała nagrodę literacką Galaxy British Book Awards za powieść kryminalną. Sam Rankin otrzymał The GQ Men of the Year Awards 2005 w kategorii pisarz.
- w 2007 otrzymał nagrodę literacką Galaxy British Book Awards za powieść kryminalną The Naming of the Dead[1].
- w 2008 był nominowany do tej samej nagrody z książką Exit Music.

Otrzymał też honorowe doktoraty na Uniwersytecie Edynburskim (2003), na Uniwersytecie Abertay Dundee (1999), Uniwersytecie St. Andrews i na Uniwersytecie w Hull (2005). W czerwcu 2002 został odznaczony Orderem Imperium Brytyjskiego za zasługi dla literatury.